# Holger Drachmann

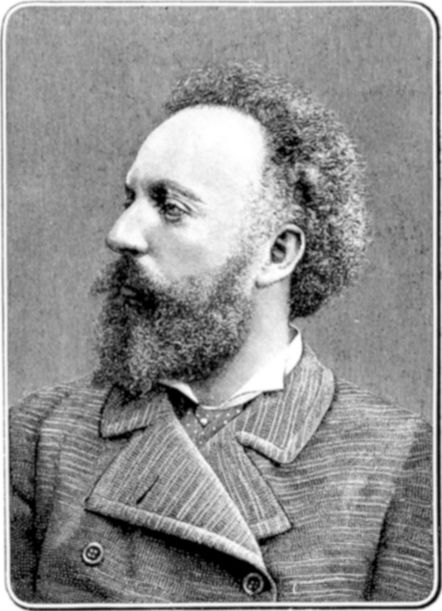
Holger Drachmann

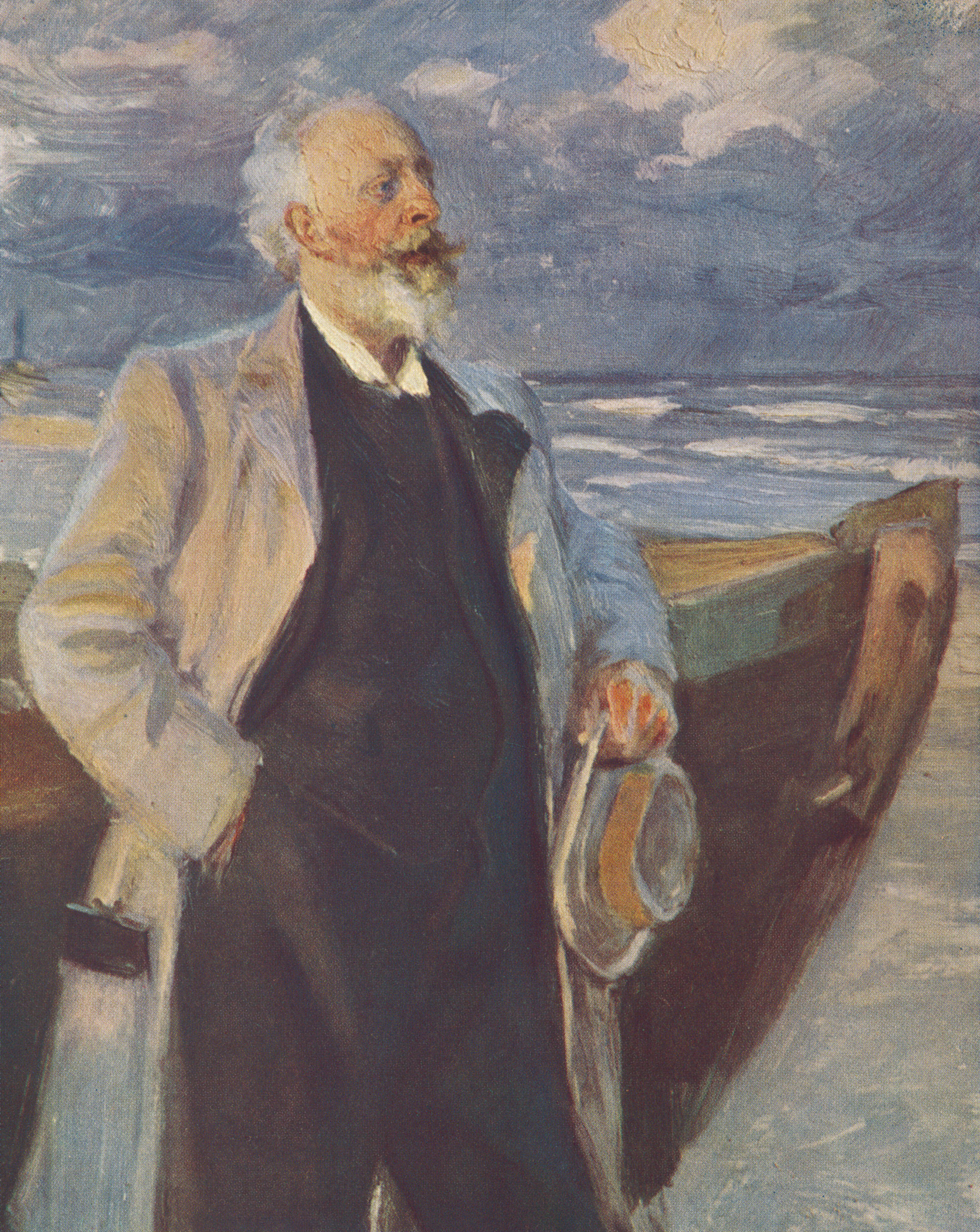
Drachmann porträtterad av Peder Severin Krøyer.

Holger Henrik Hernodt Drachmann, född 9 oktober 1846 i Köpenhamn, död 14 januari 1908 i Hornbæk, var en dansk författare, son till Anders Georg Drachmann, bror till Erna Juel-Hansen, halvbror till Anders Bjørn Drachmann och far till Povl Drachmann i sitt andra äktenskap med Emmy Drachmann.

## Biografi
Drachmann följde under barndomen ofta med sin far, som då var karantänsläkare, med ombord på flottans fartyg, och fick under sina besök där ett starkt intresse för havet och sjöfarten. Efter studentexamen 1865 försökte sig Drachmann först på måleriet. Han skulle just börja vid konstakademin, då hans far gav honom möjlighet att företa en resa till Skottland, Spanien och Sicilien. Som konstnär utvecklade han sig under de följande åren i modern riktning, influerad av det franska friluftsmåleriet och stod i opposition till akademin. På en resa till London 1870 umgicks han med landsflyktiga kommunarder och brittiska arbetare. Samtidigt inledde han sitt författarskap med artiklar om fransk målarkonst i Nyt dansk Maanedsskrift. Från 1872, då han kom under påverkan av de nya litterära strömningarna och tog starkt intryck av Georg Brandes, ägnade han sig huvudsakligen åt litteraturen. 1869 hade han på Bornholm förlovat sig och ingått ett kortvarigt äktenskap, som ofta berörs i hans böcker. Efter skilsmässan företog han en resa genom Tyskland och Tyrolen till Italien. Det är efter denna resa han till fullo utvecklar sin egen poetiska stil. Han kom hem 1876 och bosatte sig på Nordsjälland, där han hade en pinsam och förnedrande erotisk upplevelse. Under dessa år kulminerar hans naturalistiska ungdomsdiktning och Drachmann framstod som den främsta poetiska representanten för den litterära och politiska vänstern. 
Åren 1877-1878 skedde en omsvängning i Drachmans författarskap. I Derovre fra Grænsen anslog han nationella strängar, och i Prinsessen og de halve Kongerige hade han avlägsnat sig från naturalismen. Detta blev dock en övergående fas i hans litterära skapande. Redan 1879 förkunnade han för Bjørnstjerne Bjørnson att han åter var den han var, och kort därefter deltog han i den litterära striden på de liberalas sida. Samma år ingick dock Drachmann ett nytt äktenskap med Emmy Drachmann och under de följande åren glider han över till det konservativa partiet, och arbetade till och med några år (1883-85) direkt för partiet. Han försökte nu starta en "dansk rörelse" och skapa en rojalistisk folklig, religiös diktning på nationell grund som motvikt till den franskskolade materialismen. Från 1886 vände han dock åter de konservativa och borgerskapet ryggen. Han träffade vid mitten av 1880-talet en ung kvinna från arbetarklassen, som under tiotalet år blev hans älskarinna. Under denna tid är hon under namnet "Edith" hans musa i en rad diktverk. Sedan deras relation upphört vid mitten av 1890-talet ingick Drachmann 1903 ett tredje äktenskap.
Drachmann skrev noveller, dikter, romaner och skådespel.
Edvard Grieg satte musik till många av Drachmanns dikter, bland annat Reiseminder fra Fjeld og Fjord, opus 44. En av hans mest berömda dikter är Et andet Skagen.
Holger Drachmann har fått ge namn åt Drachmannsgatan i Blackeberg i västra Stockholm.

## Utmärkelser
- Kommendör av Dannebrogorden,  1906[9]

[Redigera Wikidata]

## Böcker på svenska
- Paul och Virginie under nordlig bredd (okänd översättare, Helsingfors, 1879)
- Kärlek och telegram: novell (översättning A. Rundberg, Göteborgs handels- och sjöfartstidning, 1881)
- Böljornas dotter: en sägen från reformationstiden (översättning A. Rundberg, T. Hedlund, 1882)
- [Bidrag]. I antologin Från det unga Danmark: noveller, novelletter och skizzer (översättning C. H-rg, Lamm, 1883)
- Valda noveller (översättning översättning C. H-rg, Bonnier, 1884)
- Kyrka och orgel: en by-elegi (Kirke og Orgel: en Landsby-elegi) (okänd översättare, Bonnier, 1904)
- Gurre: ett drama i fem handlingar (Gurre) (fri öfversättning af Daniel Fallström, Bonnier, 1906)
- Förskrifna: roman (Forskrevet) (okänd översättare, Bonnier, 1907)
- Venezias natt (Venezias nat) (översättning Daniel Fallström, Åhlén & Åkerlund, 1910)
- Renässans: melodram i tre akter (Renæssance) (översättning Daniel Fallström, Bonnier, 1911)
- Det var en gång: sagokomedi i fem akter (åtta bilder) (auktoriserad bearbetning för Allers modellteater, Allers familjjournal, 1941)